# Universitat de Georgetown
La Universitat de Georgetown és una universitat catòlica, de la Companyia de Jesús (jesuïtes), ubicada a Georgetown (Washington D.C.) (Estats Units). És la universitat catòlica més antiga dels Estats Units i una de les més prestigioses de tot el país. Forma part de l'Associació d'Universitats Jesuïtes (AJCU), a la qual s'integren les 28 universitats que la Companyia de Jesús dirigeix als Estats Units, i és una de les tres universitats catòliques del Districte de Columbia, junt amb la Universitat Catòlica d'Amèrica i la Universitat de Trinity.

## Història
La universitat va ser fundada pel Pare John Carroll, S.J., el 1789, curiosament mentre l'orde no existia.

## Titulacions
Georgetown ofereix titulacions de Grau (Bachelor), i postgrau (Màster i Doctorat). A més del Georgetown College, hi ha quatre facultats de pregrau i tres escoles de postgrau: facultat d'infermeria i ciències de la salut, facultat de medicina, facultat de dret, facultat d'educació contínua, escola Robert Emmett McDonough de direcció d'empreses, escola Edmund A. Walsh d'estudis internacionals, i escola de postgrau d'arts i ciències.
Actualment, l'Escola Edmund A. Walsh de Servei Exterior (relacions internacionals) és considerada com una de les millors escoles del món en aquesta àrea. La seva mestria en servei exterior (MSFS, Màster in Science in Foreign Service) ocupa actualment el número u en el rànquing internacional (fixat anualment per la revista Foreign Policy) de cursos de Relacions Internacionals.

## Esports
Georgetown pertany a la conferència esportiva del Big East. En la dècada dels 80 va tenir un dels millors programes de bàsquet universitari sota la direcció de John Thompson Jr. i van guanyar un titulo el 1984. La universitat va produir diverses estrelles de la NBA com Patrick Ewing, Alonzo Mourning, Dikembe Mutombo i Allen Iverson. L'entrenador actual de Georgetown és John Thompson III, fill de l'anterior entrenador.

## Antics alumnes destacats
- Bill Clinton, advocat i polític estatunidenc, President del seu país entre 1993 i 2001.
- Felip de Borbó, actual rei del seu país.
- Abdallah II de Jordània, actual rei del seu país.
- José Manuel Durão Barroso, Primer Ministre de Portugal entre 2002 i 2004, i President de la Comissió Europea des del 2004.
- Alfredo Cristiani Burkard, President del Salvador entre 1989 i 1994.
- William Peter Blatty, escriptor estatunidenc, autor de la novel·la i el posterior guió cinematogràfic de The Exorcist (L'exorcista), Oscar al millor guió adaptat el 1973.

## Professors destacats
- José María Aznar, expresident del govern espanyol, professor associat de relacions internacionals en el marc de la Unió Europea.
- George Tenet, exdirector de la CIA.
- Madeleine Albright, exsecretària d'Estat dels Estats Units.
- Carol Lancaster, exdirectora adjunta d'USAID.